# Skabiosen
Die Skabiosen (Scabiosa) bilden eine Pflanzengattung in der Unterfamilie der Kardengewächse (Dipsacoideae) innerhalb der Familie der Geißblattgewächse (Caprifoliaceae).

## Beschreibung

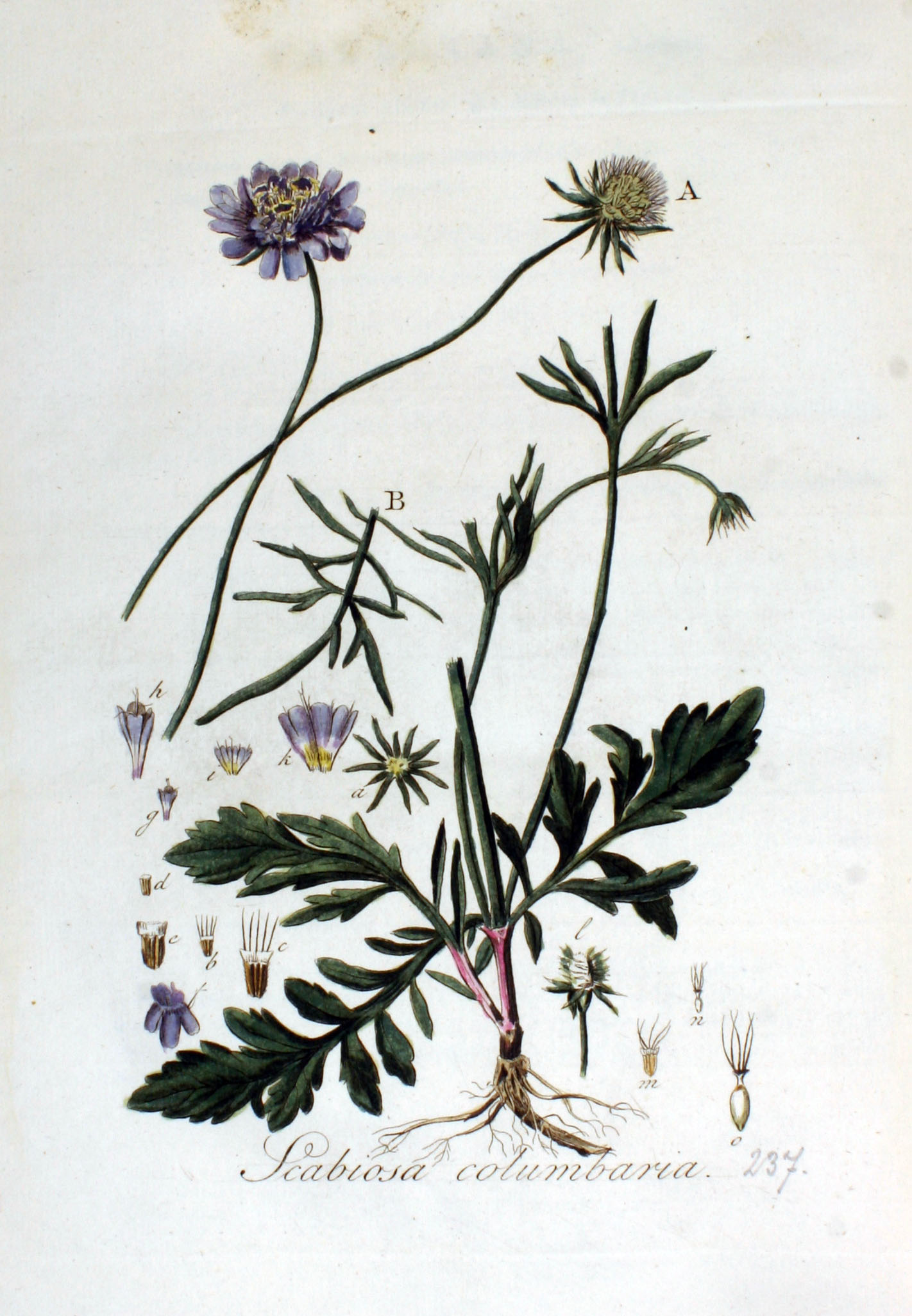
Illustration der Tauben-Skabiose (Scabiosa columbaria) aus Flora Batava Volume 3

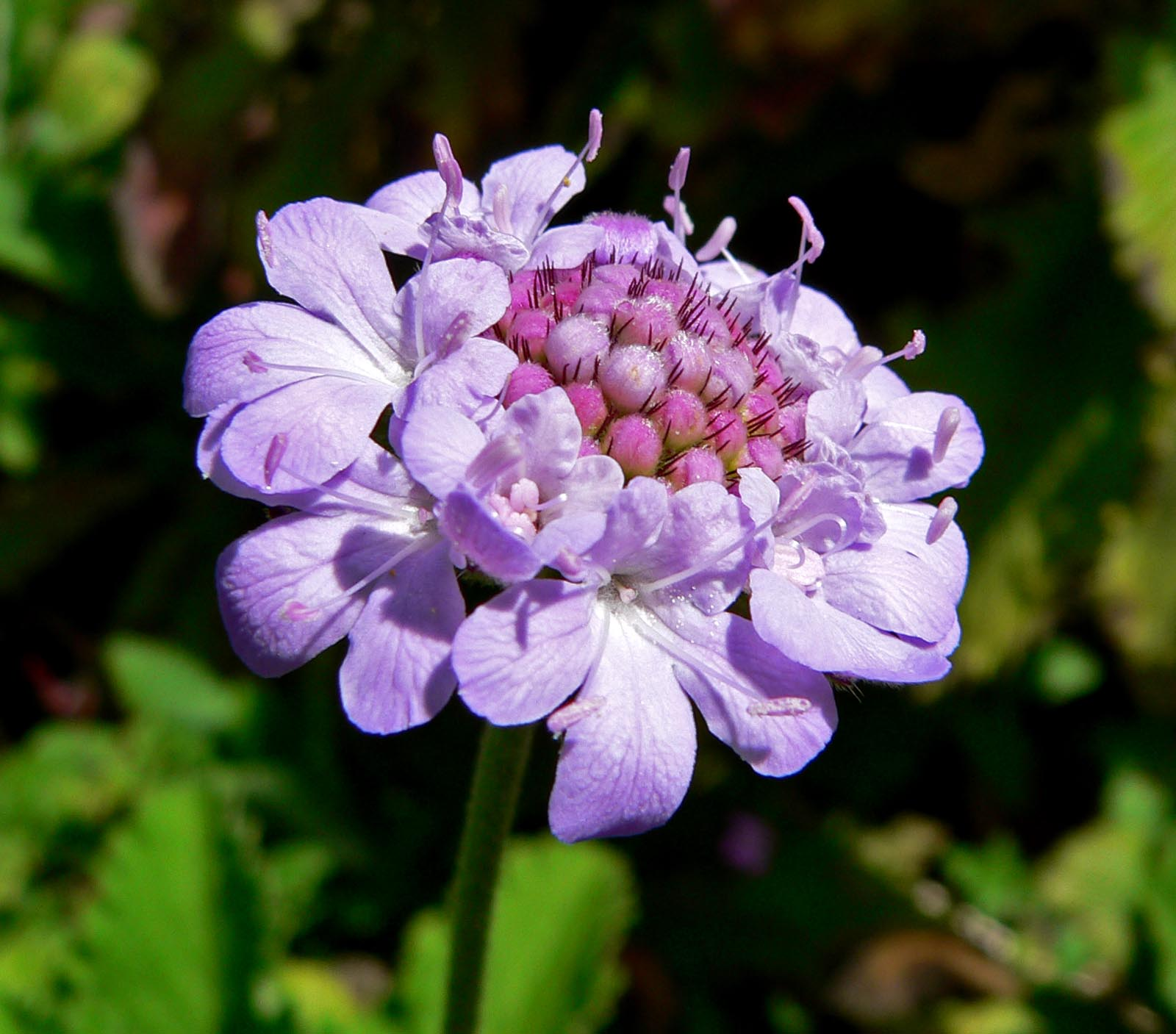
Blütenstand von Scabiosa africana

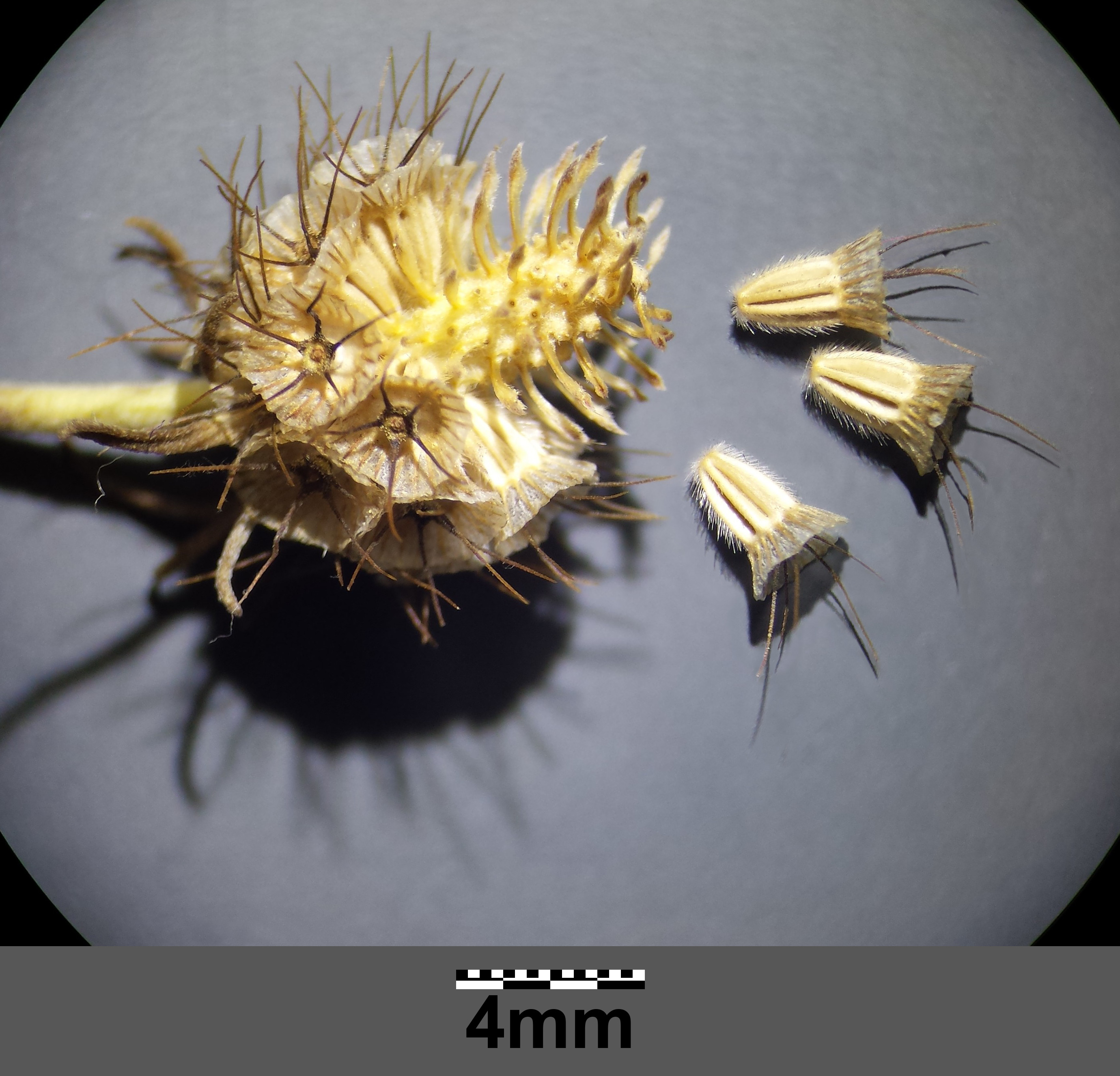
Fruchtstand und Früchte der Gelben Skabiose (Scabiosa ochroleuca)

### Vegetative Merkmale
Die Skabiosen sind einjährige oder ausdauernde krautige Pflanzen. Selten verholzen sie am Grund. Die Stängel sind nicht kantig und besitzen keine Stacheln.
Die gegenständigen Laubblätter sind ungeteilt bis gefiedert. Häufig stehen sie in nicht blühenden Rosetten.

### Generative Merkmale
Die Blüten stehen in breiten, lang gestielten köpfchenförmigen Blütenständen, die von ein bis drei Reihen Hüllblättern umgeben sind. Der Außenkelch ist bis zu 3 Millimeter hoch, häutig und undeutlich gezähnt. Am Köpfchenboden sitzen Spreublätter.
Die Blüten sind zwittrig mit doppelter Blütenhülle. Der Kelch endet in meist vier bis fünf Borsten oder Zähnen. Die Krone ist ungleichmäßig fünfzipfelig. Die Randblüten sind strahlig. Jede Blüte besitzt 4 Staubblätter, die mit den Kronzipfeln alternieren. Der Griffel trägt eine ungeteilte, schiefe Narbe. Der Fruchtknoten ist unterständig.
Die Früchte sind nussartige, zylindrische, einsamige Schließfrüchte mit acht Furchen.

## Etymologie
Mit dem Namen wurden vor Linné mehrere Gattungen mit blauen, kopfigen Blütenständen bezeichnet. Die Herkunft und Bedeutung dieses Namens ist unklar. Sie wird vielfach von lateinisch scabies = Krätze, Hautausschlag, Ekzem, von scabere = ‚kratzen‘, abgeleitet. Auch die Trivialnamen Grindkraut, Krätzkraut kommen von dieser Verwendung, die sich jedoch lediglich auf Knautia arvensis bezog.

## Systematik und Verbreitung

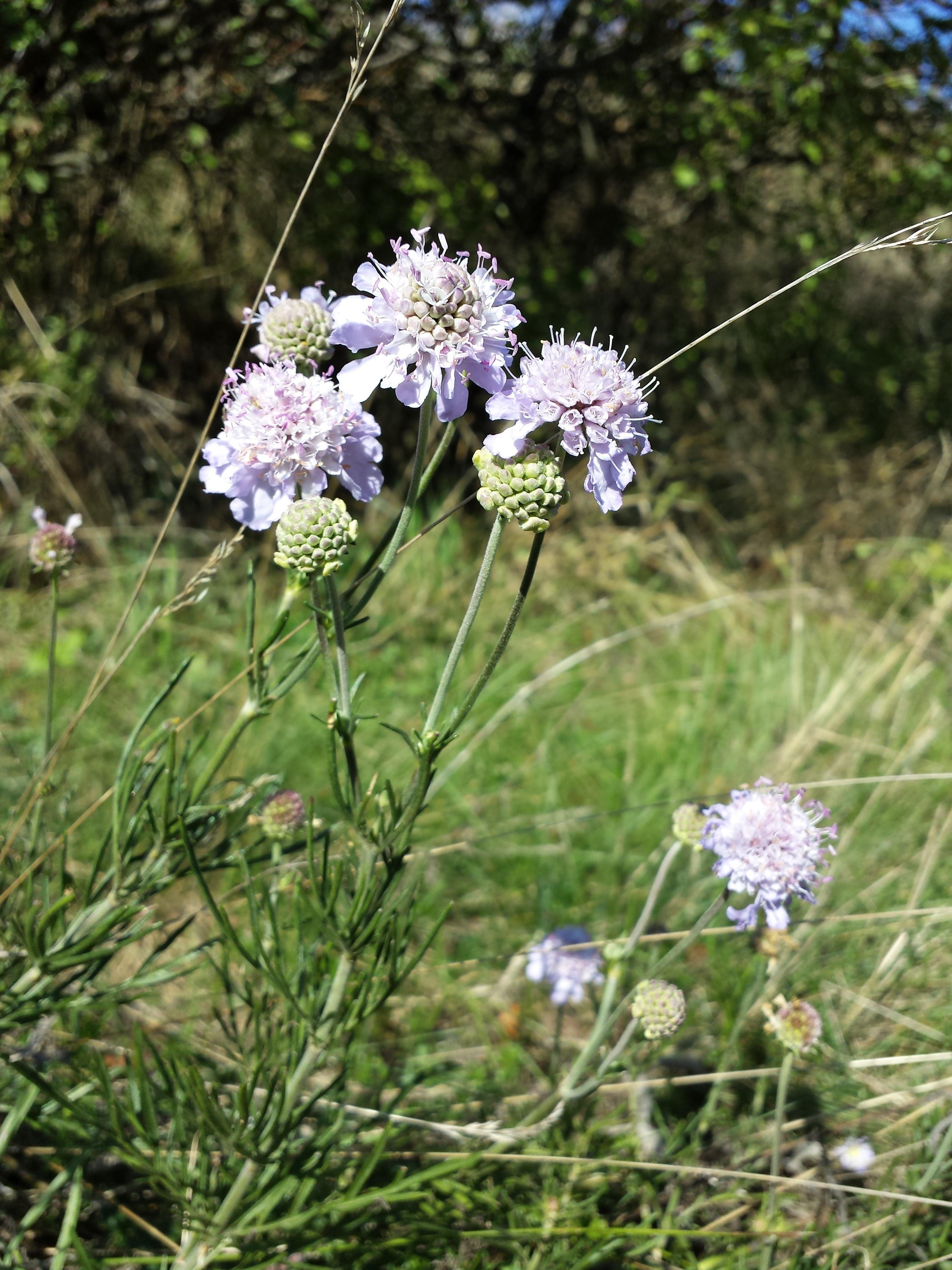
Duft-Skabiose (Scabiosa canescens)

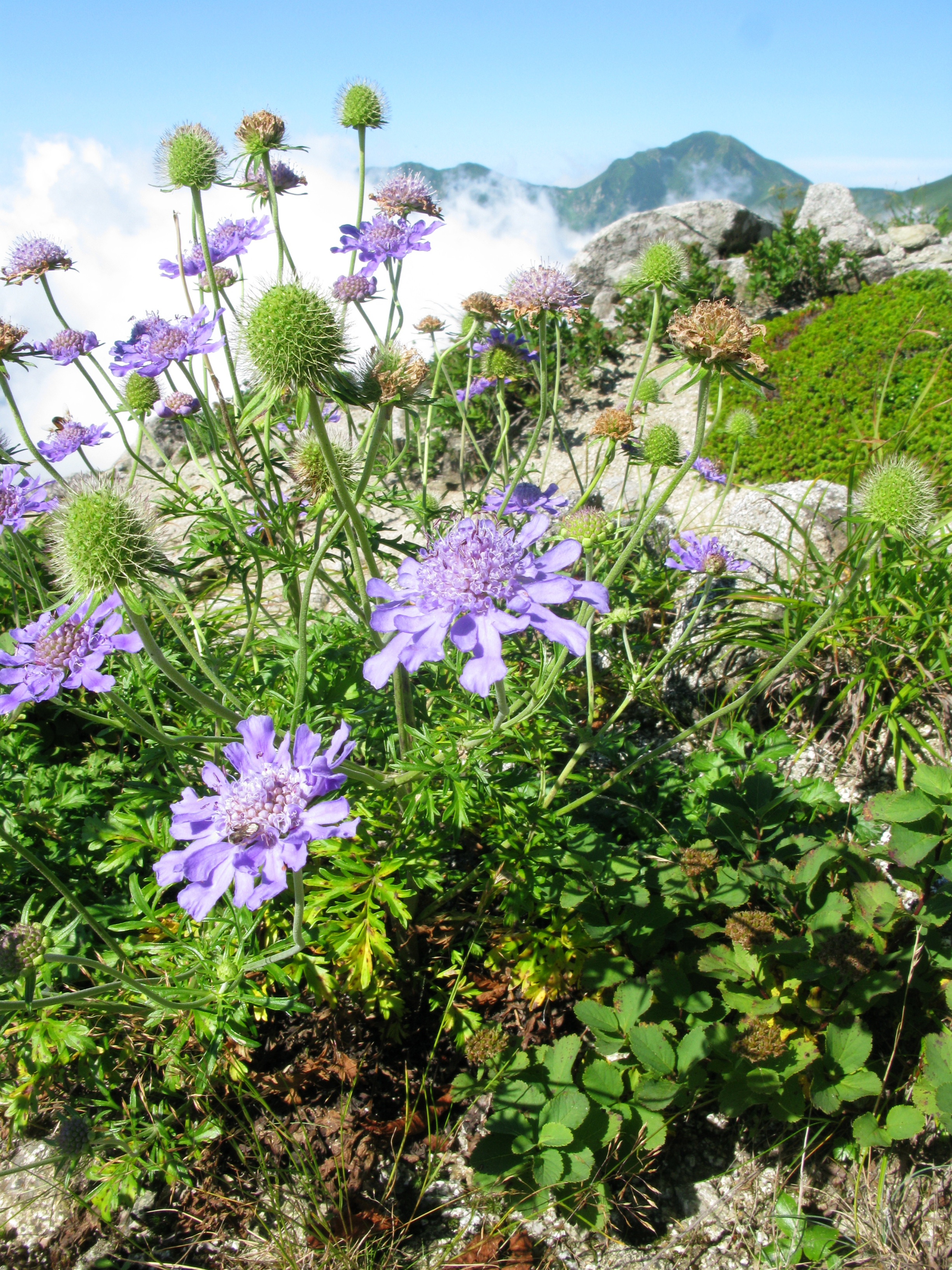
Scabiosa japonica

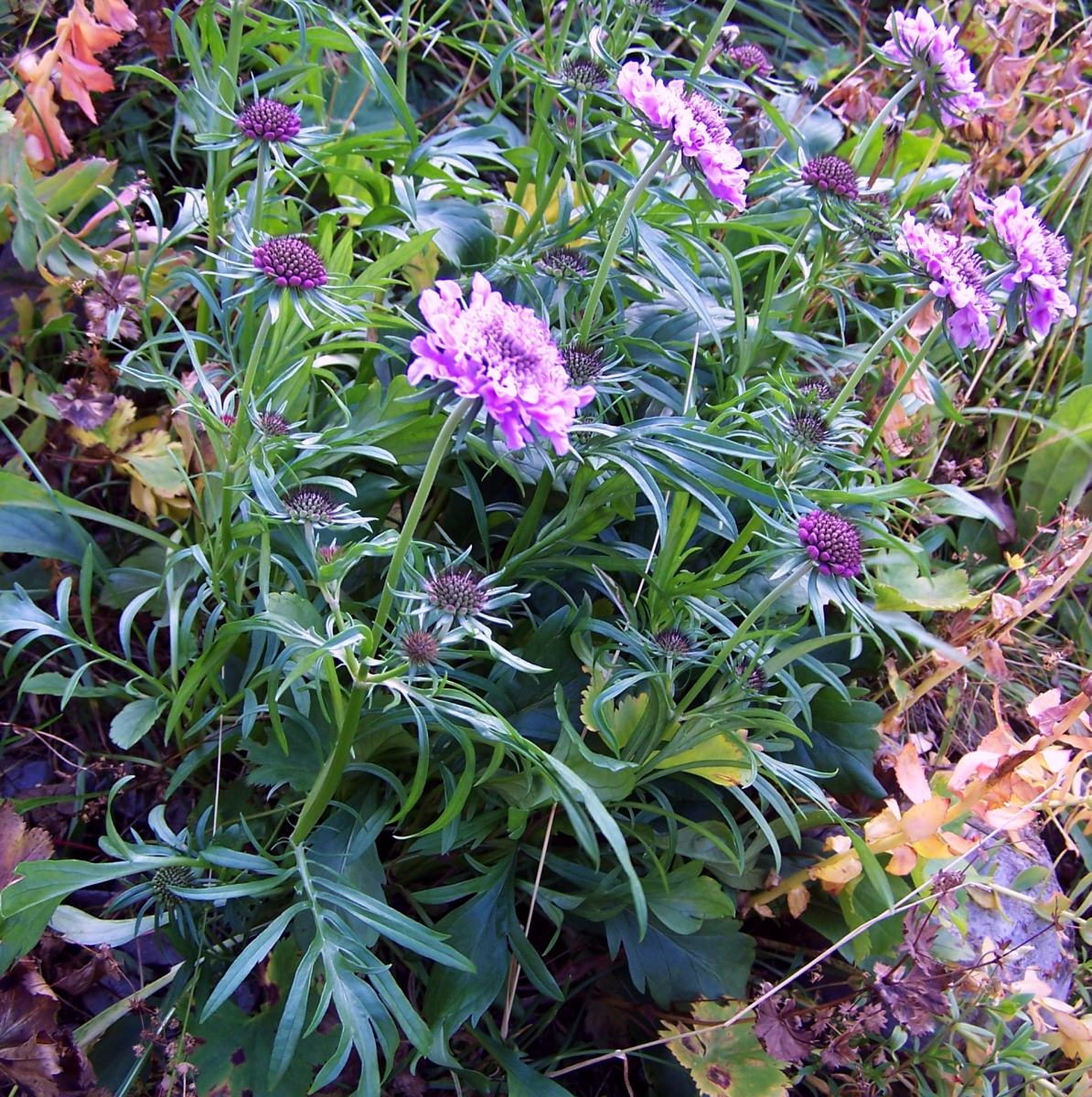
Glanz-Skabiose (Scabiosa lucida)

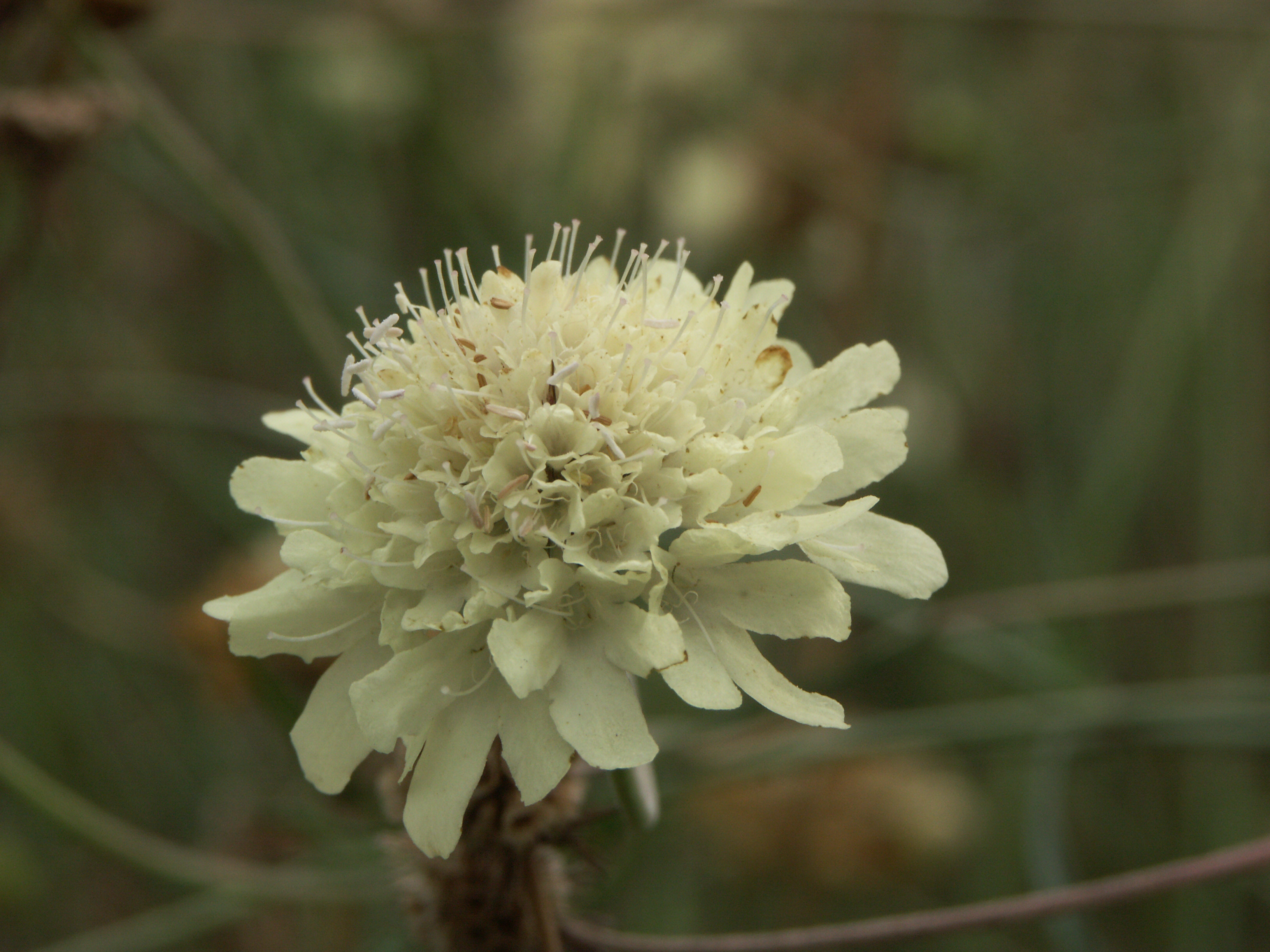
Blütenstand der Gelben Skabiose (Scabiosa ochroleuca)

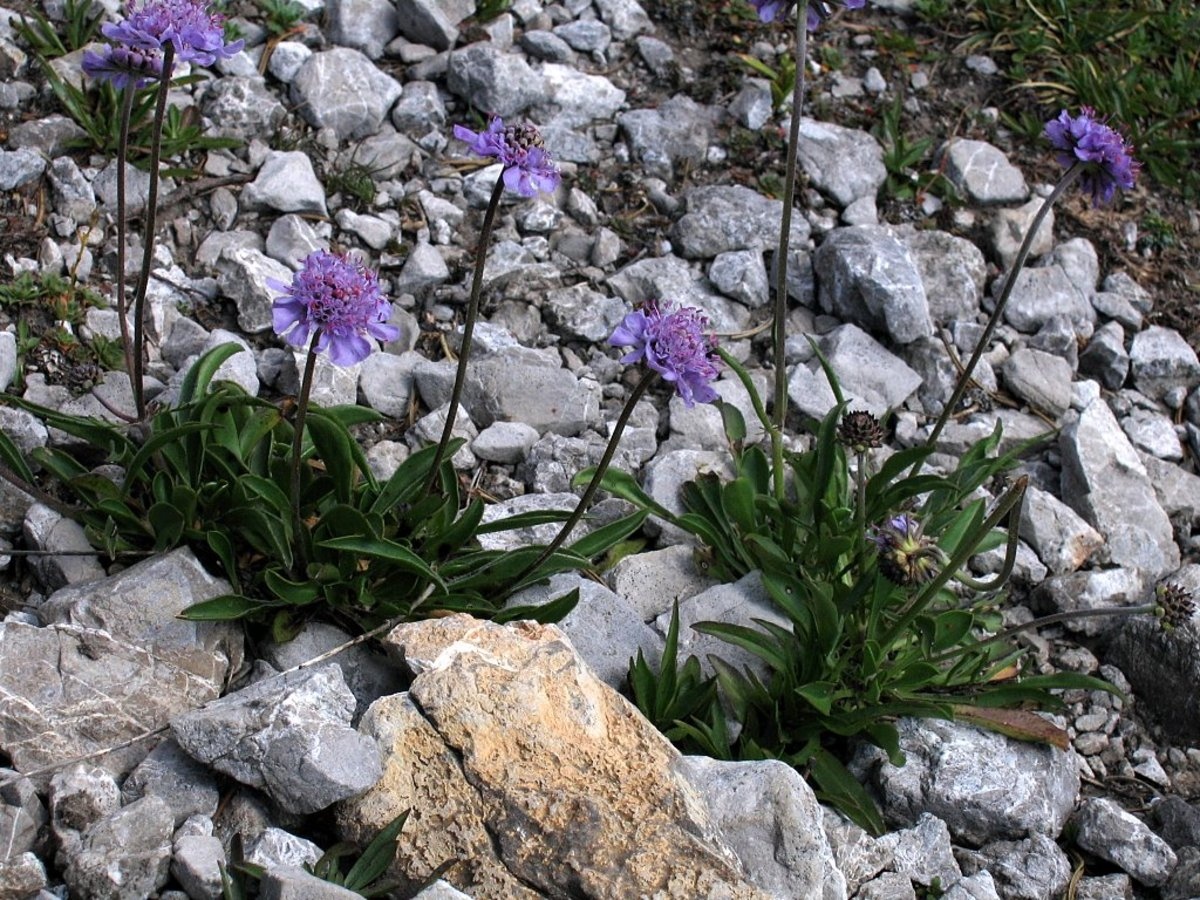
Leimkrautblättrige Skabiose (Scabiosa silenifolia)

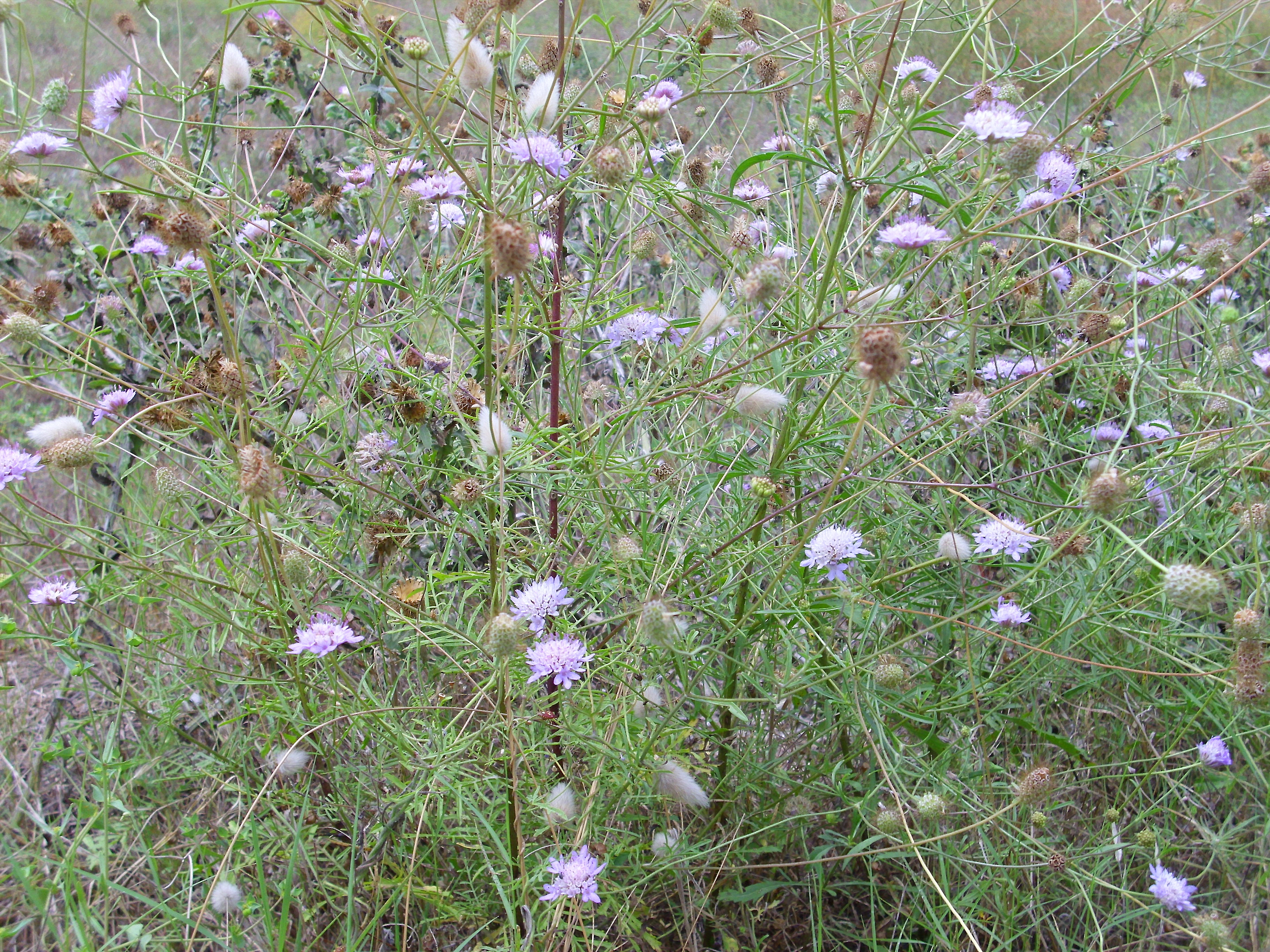
Scabiosa turolensis

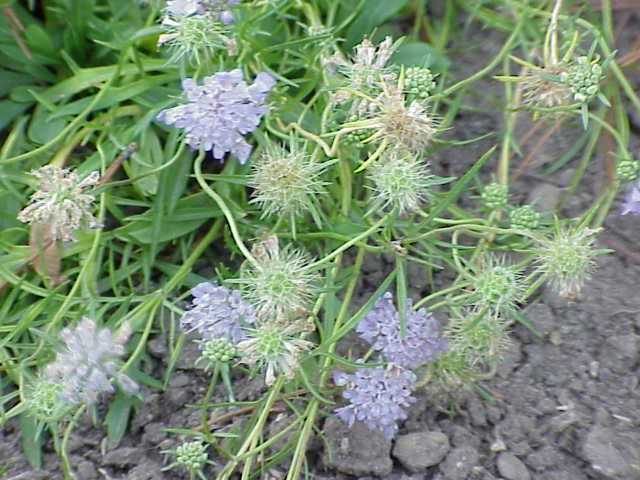
Scabiosa vestina

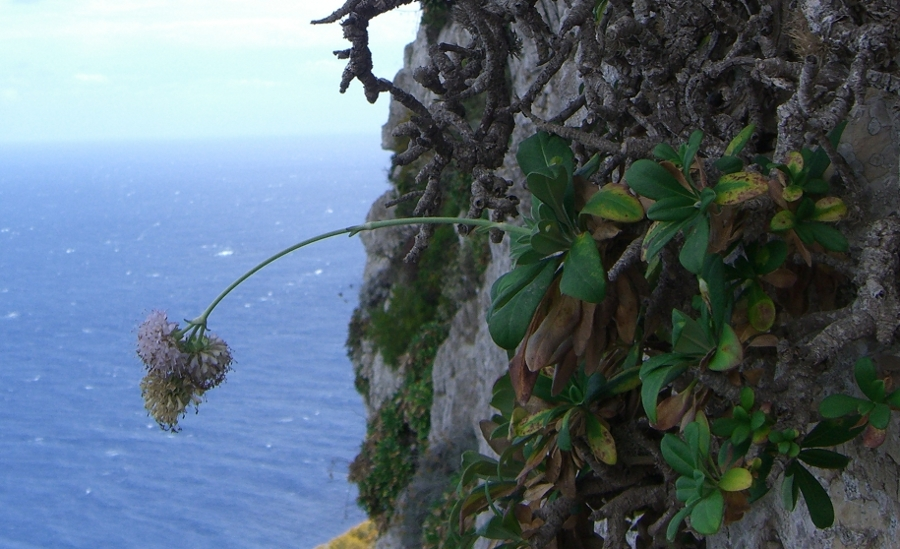
Pseudoscabiosa limonifolia

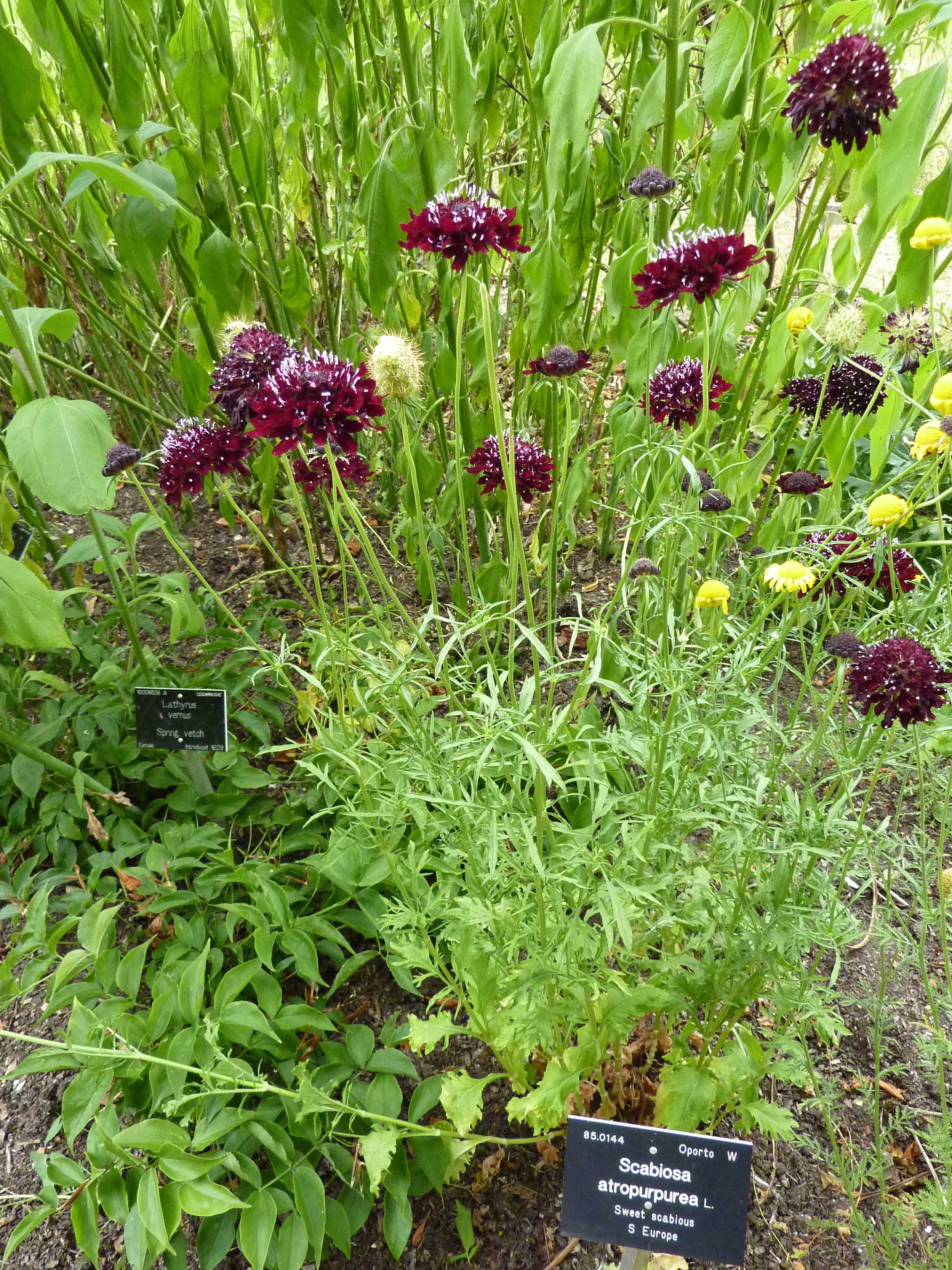
Samt-Skabiose (Sixalix atropurpurea)

Die Gattung Scabiosa wurde 1753 von Carl von Linné in Species Plantarum, Band 1, Seite 98, erstveröffentlicht. Ein Synonym für Scabiosa L. ist Asterocephalus Zinn. Einige Arten wurden in andere Gattungen ausgegliedert.
Die über 30 Arten der Gattung Scabiosa kommen ursprünglich im gemäßigten Eurasien, von Makronesien bis Nordafrika und von Eritrea bis zum südlichen Afrika vor. In einigen Staaten der Vereinigte USA und in einigen Ländern Südamerikas kommen Arten der Gattung Scabiosa als Neophyten vor. Etwa 20 Arten kommen in Europa vor. In Mitteleuropa kommen folgende Arten vor: Graue oder Duft-Skabiose (Scabiosa canescens), Tauben-Skabiose (Scabiosa columbaria), Krainer Skabiose (Scabiosa cinerea subsp. hladnikiana), Glanz-Skabiose (Scabiosa lucida), Gelbe Skabiose (Scabiosa ochroleuca) und Südliche Skabiose (Scabiosa triandra).
Die Gattung Scabiosa s. str. enthält etwa 30 (Scabiosa s. l. bis zu 100) Arten.:
- Scabiosa achaeta Vis. & Pančić: Dieser Endemit kommt nur in Serbien vor.[3]
- Scabiosa adzharica Schchian: Dieser Endemit kommt nur in Georgien vor.[3]
- Scabiosa africana L.: Sie kommt in Südafrika vor.[6]
- Scabiosa andryalifolia (Pau) Devesa: Sie kommt im südöstlichen Spanien vor.[3][5]
- Scabiosa bipinnata C.Koch: Sie kommt von der Türkei bis Transkaukasien vor.[5][3]
- Graue oder Duft-Skabiose (Scabiosa canescens Waldst. & Kit.)[3]
- Scabiosa cinerea Lam.: Es gibt etwa zwei Unterarten:[3]
  - Scabiosa cinerea Lam. subsp. cinerea: Sie kommt in Spanien, Frankreich, Kroatien, Serbien und Albanien vor.[3]
  - Krainer Skabiose (Scabiosa cinerea subsp. hladnikiana (Host) Jasiewicz, Syn.: Scabiosa hladnikiana Host): Dieser Endemit kommt nur in den Ostalpen in Slowenien, Italien und Kroatien vor.[3]
- Scabiosa colchica Steven: Dieser Endemit kommt nur in Georgien vor.[3]
- Tauben-Skabiose (Scabiosa columbaria L.)[3]
- Scabiosa correvoniana Sommier & Levier: Sie kommt in Armenien und in Georgien vor.[3]
- Scabiosa corsica (Litard.) Gamisans: Dieser Endemit kommt nur auf Korsika vor.[3]
- Scabiosa crinita Kotschy & Boiss.: Sie kommt von der östlichen Türkei bis zum nördlichen Iran vor.[5][3]
- Scabiosa fumarioides Vis. & Pančić: Sie kommt auf der nordwestlichen Balkanhalbinsel vor.[5][3]
- Scabiosa georgica Sulak.: Sie kommt in Kaukasusgebiet vor.[5][3]
- Scabiosa holosericea Bertol.: Sie kommt in Italien und auf Sardinien vor.[3]
- Scabiosa hyrcanica Steven[3]
- Scabiosa imeretica (Sommier & Levier) Sulak.: Dieser Endemit kommt nur in Georgien vor.[3]
- Scabiosa intermedia (Post) Bornm.: Sie kommt in der Türkei und im Libanon vor.[3]
- Scabiosa japonica Miq.: Die Heimat ist Japan.[6]
- Glanz-Skabiose (Scabiosa lucida Vill.): Sie kommt in den Gebirgen von Mittel- und Südeuropa von den Vogesen und den Pyrenäen bis zu den Karpaten, dem Apennin und der Balkan-Halbinsel vor.[3]
- Scabiosa mollissima Viv.: Sie kommt in Frankreich und in Italien vor.[5][3]
- Scabiosa nitens Roem. & Schult.: Dieser Endemit kommt nur auf den Azoren vor.[3]
- Gelbe Skabiose (Scabiosa ochroleuca L.): Sie kommt besonders in Osteuropa und im östlichen Mitteleuropa vor.[3]
- Scabiosa owerinii Boiss.: Sie kommt in Aserbaidschan, in Georgien und im Kaukasusraum vor.[3]
- Scabiosa paphlagonica Bornm.: Sie kommt nur in der nordnordwestlichen Türkei vor.[5][3]
- Scabiosa parviflora Desf.: Dieser Endemit kommt nur auf Sizilien vor.[3]
- Scabiosa praemontana Privalova: Dieser Endemit kommt nur auf der Krim vor.[3]
- Scabiosa pyrenaica All.: Sie kommt in den Südwestalpen von Frankreich und Italien vor.[5][3]
- Scabiosa rupestris M.Bieb.: Sie kommt im Kaukasusraum vor.[3]
- Leimkrautblättrige Skabiose (Scabiosa silenifolia) Waldst. & Kit.:[3] Sie kommt zirkumadriatisch in den Abruzzen und den West-Dinariden südlich des Snežnik bis zum Prokletije vor.
- Scabiosa sosnowskyi Sulak.: Sie kommt im Kaukasusgebiet vor.[5][3]
- Scabiosa taygetea Boiss. & Heldr.: Sie kommt in Italien, Serbien, Bulgarien, Albanien und Griechenland vor.[3]
- Scabiosa tenuis Boiss.: Sie kommt von Albanien bis ins nordwestliche und zentrale Griechenland vor.[5][3]
- Südliche Skabiose (Scabiosa triandra L.):[3] Sie kommt in Südeuropa und im südlichen Mitteleuropa vor.
- Scabiosa triniifolia Friv.: Sie kommt in Südosteuropa vor.[5][3]
- Scabiosa turolensis Willk.: Sie kommt in Marokko und in Spanien vor.[3]
- Scabiosa uniseta Savi: Sie kommt nur in Italien vor.[3]
- Scabiosa velenovskyana Bobrov[3]
- Scabiosa vestina Facch. ex W.D.J Koch:[3] Sie kommt nur in Italien[3] in den Südalpen und im Apennin vor.
- Scabiosa webbiana D.Don: Sie kommt in Serbien, Bulgarien, Albanien, Griechenland, im Libanon und in der europäischen und asiatischen Türkei vor.[3]

Nicht mehr zu Scabiosa L., sondern zur Gattung Lomelosia Raf. gerechnet werden u. a. die folgenden Arten:
- Lomelosia caucasica (M.Bieb.) Greuter & Burdet, Syn.: Scabiosa caucasica M.Bieb.: Sie kommt von der nordöstlichen Türkei bis zum nordwestlichen Iran vor.[5]
- Lomelosia crenata (Cirillo) Greuter & Burdet, Syn.: Scabiosa crenata Cirillo: Sie kommt im Mittelmeerraum vor.
- Kreta-Skabiose (Lomelosia cretica (L.) Greuter & Burdet, Syn.: Scabiosa cretica L.): Sie kommt in Italien, in Sizilien und auf den Balearen vor.
- Grasblättrige Skabiose (Lomelosia graminifolia (L.) Greuter & Burdet, Syn.: Scabiosa graminifolia L.): Sie kommt in Südeuropa vor.
- Lomelosia micrantha (Desf.) Greuter & Burdet, Syn.: Scabiosa micrantha Desf.: Die Heimat ist Südost- und Osteuropa sowie West- bis Mittelasien.[6]
- Lomelosia pulsatilloides (Boiss.) Greuter & Burdet, Syn.: Scabiosa pulsatilloides Boiss.: Die zwei Unterarten kommen nur in Spanien vor.

Nicht mehr zu Scabiosa sondern zu Pseudoscabiosa Devesa gerechnet werden die Arten:
- Pseudoscabiosa limonifolia (Vahl) Devesa (Syn.: Scabiosa limonifolia Vahl): Dieser Endemit kommt nur in Sizilien vor.
- Pseudoscabiosa saxatilis (Cav.) Devesa (Syn.: Scabiosa saxatilis Cav.): Sie kommt in Spanien vor.
- Pseudoscabiosa grosii (Font Quer) Devesa (Syn.: Scabiosa grosii Font Quer): Dieser Endemit kommt nur in Südspanien vor.

Nicht mehr zu Scabiosa sondern zur Gattung Sixalix Raf. gerechnet werden die Arten (Auswahl):
- Samt-Skabiose (Sixalix atropurpurea (L.) Greuter & Burdet, Syn.: Scabiosa atropurpurea L.): Sie kommt ursprünglich in Südeuropa und auf den Azoren vor. In Großbritannien und in Südamerika ist sie ein Neophyt.[5]
- Sixalix daucoides (Desf.) Raf., Syn.: Scabiosa daucoides Desf.: Sie kommt in Algerien und in Tunesien vor.[5]